# Sankt Petersburg Griffins 2019
Questa voce raccoglie le informazioni riguardanti i Sankt Petersburg Griffins nelle competizioni ufficiali della stagione 2019.

## Maschile

### Eastern European Superleague 2019

#### Stagione regolare
| Mosca 20 aprile 2019, ore 18:30 | Moscow Spartans | 19 – 6 referto | Sankt Petersburg Griffins | Spartak |

| San Pietroburgo 5 maggio 2019, ore 16:00 | Sankt Petersburg Griffins | 0 – 40 referto | Minsk Litwins | Dinamo |

| San Pietroburgo 18 maggio 2019, ore 18:00 | Sankt Petersburg North Legion | 17 – 0 (7-0 7-0 0-0 3-0) referto | Sankt Petersburg Griffins |  |

| San Pietroburgo 1º giugno 2019, ore 12:30 | Sankt Petersburg Griffins | 7 – 10 (0-0 0-3 7-7 0-0) referto | Sankt Petersburg North Legion |  |

| Minsk 15 giugno 2019, ore 13:00 | Minsk Litwins | 18 – 26 (6-12 6-8 6-6 0-0) referto | Sankt Petersburg Griffins |  |

| San Pietroburgo 29 giugno 2019, ore 13:00 | Sankt Petersburg Griffins | 6 – 42 | Moscow Spartans |  |

#### Playoff
| Puškin 13 luglio 2019, ore 12:00 | Sankt Petersburg Griffins | 36 – 20 (14-0 12-6 10-6 0-8) referto | Minsk Litwins | Tsarskoe Selo Stadium |

### Statistiche di squadra
| Competizione      | %Vittorie | In casa | In casa | In casa | In casa | In casa | In casa | In trasferta | In trasferta | In trasferta | In trasferta | In trasferta | In trasferta | Totale | Totale | Totale | Totale | Totale | Totale |
| Competizione      | %Vittorie | G       | V       | N       | P       | Pf      | Ps      | G            | V            | N            | P            | Pf           | Ps           | G      | V      | N      | P      | Pf     | Ps     |
| ----------------- | --------- | ------- | ------- | ------- | ------- | ------- | ------- | ------------ | ------------ | ------------ | ------------ | ------------ | ------------ | ------ | ------ | ------ | ------ | ------ | ------ |
| Stagione regolare | .167      | 3       | 0       | 0       | 3       | 13      | 92      | 3            | 1            | 0            | 2            | 32           | 54           | 6      | 1      | 0      | 5      | 45     | 146    |
| Playoff           | 1.000     | 1       | 1       | 0       | 0       | 36      | 20      | 0            | 0            | 0            | 0            | 0            | 0            | 1      | 1      | 0      | 0      | 36     | 20     |
| Totale            | .286      | 4       | 1       | 0       | 3       | 49      | 112     | 3            | 1            | 0            | 2            | 32           | 54           | 7      | 2      | 0      | 5      | 81     | 166    |

## Femminile

### Naisten Vaahteraliiga 2019

#### Stagione regolare
| Helsinki 11 maggio 2019, ore 17:00 | Helsinki Wolverines | 42 – 12 (14-6 7-0 21-6 0-0) referto | Sankt Petersburg Valkyries | Brahen kenttä (86 spett.)\| Arbitro: \| R.M. Suojanen \| |
| Arbitro:                           | R.M. Suojanen       |                                     |                            |                                                          |

| Kuopio 18 maggio 2019, ore 15:00 | Kuopio Steelers | 52 – 22 (13-6 13-8 19-8 7-0) referto | Sankt Petersburg Valkyries | Keskuskentän tekonurmi (120 spett.)\| Arbitro: \| M. Immonen \| |
| Arbitro:                         | M. Immonen      |                                      |                            |                                                                 |

| Karhula 25 maggio 2019, ore 12:00 | Sankt Petersburg Valkyries | 50 – 20 (8-8 36-0 6-12 0-0) referto | Helsinki Roosters | Karhulan keskuskenttä (21 spett.) |

| Turku 2 giugno 2019, ore 14:30 | Sankt Petersburg Valkyries | 12 – 36 (6-12 6-6 0-6 0-12) referto | Turku Trojans | Turun Urheilupuiston yläkenttä (125 spett.)\| Arbitro: \| J. Seppelin \| |
| Arbitro:                       | J. Seppelin                |                                     |               |                                                                          |

| Tampere 8 giugno 2019, ore 14:30 | Tampere Saints | 18 – 42 (6-8 12-6 0-0 0-28) referto | Sankt Petersburg Valkyries | Pyynikin urheilukenttä (138 spett.)\| Arbitro: \| J. Mustikkamaa \| |
| Arbitro:                         | J. Mustikkamaa |                                     |                            |                                                                     |

| Kuopio 16 giugno 2019, ore 15:00 | Sankt Petersburg Valkyries | 32 – 13 (8-0 12-0 0-13 12-0) referto | Kuopio Steelers | Väinölänniemen stadion (105 spett.)\| Arbitro: \| M. Makarainen \| |
| Arbitro:                         | M. Makarainen              |                                      |                 |                                                                    |

| 29-30 giugno 2019 | Helsinki Roosters | - – - | Sankt Petersburg Valkyries |  |

| Puškin 6 luglio 2019, ore 12:00 | Sankt Petersburg Valkyries | 38 – 20 (6-0 20-0 6-6 6-14) referto | Tampere Saints | Tsarskoe Selo Stadium |

| Turku 14 luglio 2019, ore 13:00 | Turku Trojans | 62 – 26 (18-6 8-8 20-6 16-6) referto | Sankt Petersburg Valkyries | Yläkenttä (100 spett.)\| Arbitro: \| P. Hautala \| |
| Arbitro:                        | P. Hautala    |                                      |                            |                                                    |

| Kotka 20 luglio 2019, ore 15:00 | Sankt Petersburg Valkyries | 30 – 42 (0-14 6-7 24-7 0-14) referto | Helsinki Wolverines | Puistolan kenttä |

#### Playoff
| Turku 25 agosto 2019, ore 13:00 | Turku Trojans | 22 – 28 (8-0 0-22 0-0 14-6) referto | Sankt Petersburg Valkyries | Yläkenttä (176 spett.)\| Arbitro: \| P. Hautala \| |
| Arbitro:                        | P. Hautala    |                                     |                            |                                                    |

| Vantaa 1º settembre 2019, ore 15:00 | Helsinki Wolverines | 47 – 8 (6-0 7-8 27-0 7-0) referto | Sankt Petersburg Valkyries | Myyrmäen jalkapallostadion (303 spett.)\| Arbitro: \| L. Lahtinen \| |
| Arbitro:                            | L. Lahtinen         |                                   |                            |                                                                      |

### Statistiche di squadra
| Competizione      | %Vittorie | In casa | In casa | In casa | In casa | In casa | In casa | In trasferta | In trasferta | In trasferta | In trasferta | In trasferta | In trasferta | Totale | Totale | Totale | Totale | Totale | Totale |
| Competizione      | %Vittorie | G       | V       | N       | P       | Pf      | Ps      | G            | V            | N            | P            | Pf           | Ps           | G      | V      | N      | P      | Pf     | Ps     |
| ----------------- | --------- | ------- | ------- | ------- | ------- | ------- | ------- | ------------ | ------------ | ------------ | ------------ | ------------ | ------------ | ------ | ------ | ------ | ------ | ------ | ------ |
| Stagione regolare | .375      | 4       | 2       | 0       | 2       | 112     | 111     | 4            | 1            | 0            | 3            | 102          | 174          | 8      | 3      | 0      | 5      | 214    | 285    |
| Playoff           | .500      | 0       | 0       | 0       | 0       | 0       | 0       | 2            | 1            | 0            | 1            | 36           | 69           | 2      | 1      | 0      | 1      | 36     | 69     |
| Totale            | .400      | 4       | 2       | 0       | 2       | 112     | 111     | 6            | 2            | 0            | 4            | 138          | 243          | 10     | 4      | 0      | 6      | 250    | 354    |

### Statistiche personali

#### Marcatrici
| Giocatore       | Ruolo | TD rush | TD recv | TD int | TD p.ret | TD k.ret | TD oth | Xp1 | Xp2 | FG | Saf | Totale |
| --------------- | ----- | ------- | ------- | ------ | -------- | -------- | ------ | --- | --- | -- | --- | ------ |
| Briukhovetskaia |       | 10      | 3       | 0      | 0        | 0        | 0      | 0   | 3+1 | 0  | 0   | 86     |
| E. Proskurikova |       | 6+1     | 0       | 0      | 0        | 0        | 0      | 0   | 4   | 0  | 0   | 50     |
| O. Arbatova     |       | 0       | 5       | 0      | 0        | 0        | 0      | 0   | 4   | 0  | 0   | 38     |
| M. Lebedeva     |       | 0       | 4+2     | 0      | 0        | 0        | 0      | 0   | 1   | 0  | 0   | 38     |
| I. Ershova      |       | 0       | 2+1     | 0      | 0        | 0        | 0      | 0   | 2   | 0  | 0   | 22     |
| A. Gorkutcenko  |       | 0       | 3       | 0      | 0        | 0        | 0      | 0   | 1   | 0  | 0   | 20     |
| E. Torres       |       | 0       | 1+1     | 0      | 0        | 0        | 0      | 0   | 0+2 | 0  | 0   | 16     |
| Y. Bobrova      |       | 2       | 0       | 0      | 0        | 0        | 0      | 0   | 0   | 0  | 0   | 12     |
| A. Fedorova     |       | 2       | 0       | 0      | 0        | 0        | 0      | 0   | 0   | 0  | 0   | 12     |
| Söderholm       |       | 1       | 0       | 0      | 0        | 0        | 0      | 0   | 0   | 0  | 0   | 6      |
| Team            |       | 0       | 0       | 0      | 0        | 0        | 0      | 0   | 1   | 0  | 0   | 2      |

#### Passer rating
| Giocatore       | G   | Att    | Comp   | Int  | Yds      | TD   | NFL   | NCAA   |
| --------------- | --- | ------ | ------ | ---- | -------- | ---- | ----- | ------ |
| E. Proskurikova | 9+2 | 325+71 | 149+31 | 11+1 | 1660+344 | 18+4 | 66,94 | 100,24 |